# 가평군의 지질

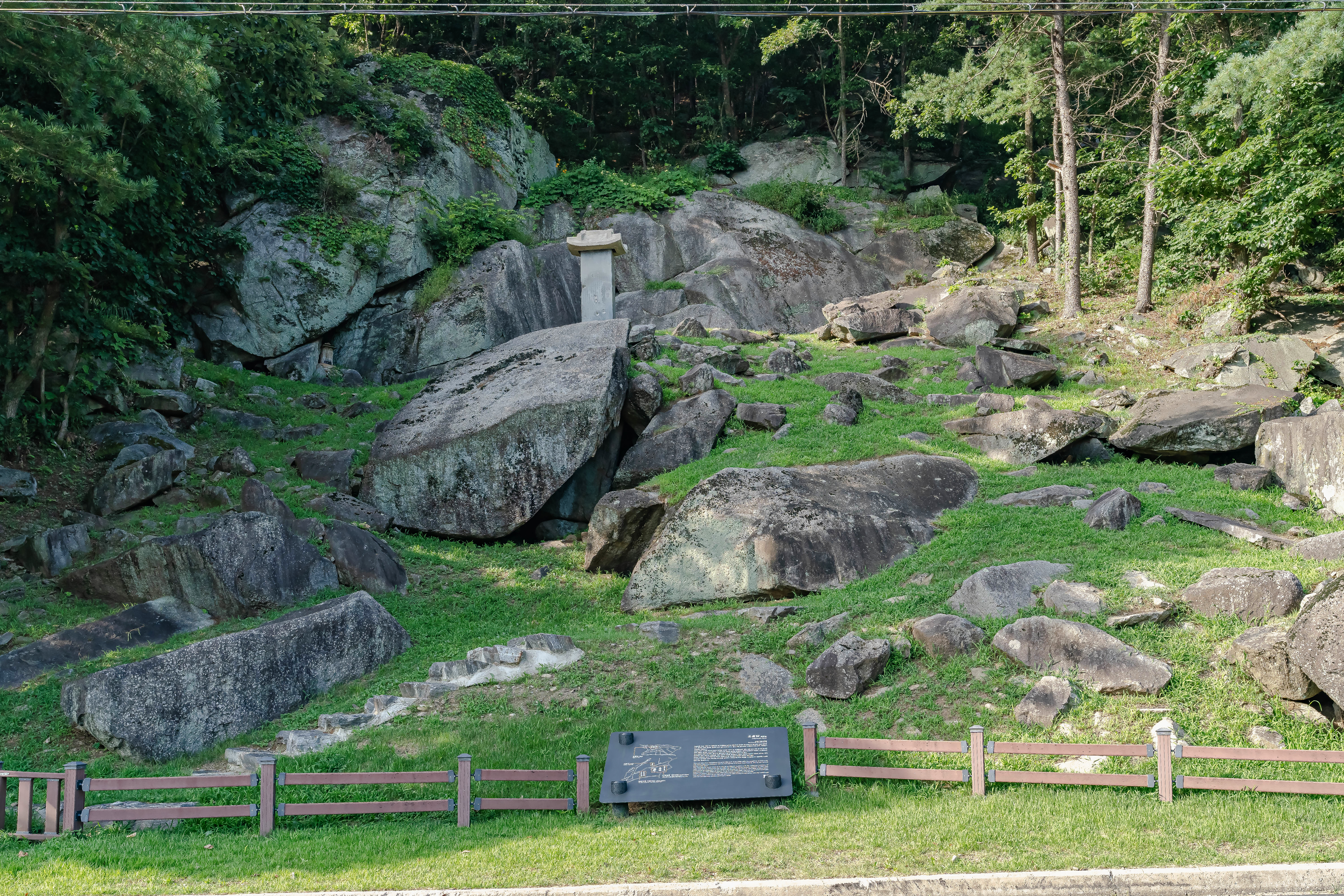
중생대 반상 화강암으로 구성된 조종암

본 문서에서는 경기도 가평군의 지질 및 조종암 등 지질유산과 경강 단층 등 단층에 대해 설명한다.

## 개요
경기도 가평군은 경기 지괴 한가운데에 있어 대부분의 지역이 선캄브리아기 편마암과 변성암으로 구성되며, 조종면 지역에 중생대의 화강암이 분포한다. 가평군은 전형적인 내륙 산악 지형으로 화악산, 명지산(1250 m), 연인산(1076 m), 가덕산(750 m), 유명산(862 m)과 같은 대부분의 산들은 선캄브리아기 편마암으로 구성되고 고도에 비해 비교적 두꺼운 풍화물로 덮여 있어 설악산이나 북한산 같은 화강암 산과는 달리 암석이 드러난 봉우리나 절벽 등이 별로 없다.
1:5만 지질도폭 상으로,
- 지포리 지질도폭(2007) 최남단 (북면 적목리, 석룡산)[3]
- 기산 지질도폭(2007) 중·동부 (북면 서부, 상면 봉수리, 조종면 북부, 가평읍 북서부)[4]

- 춘천 지질도폭(1974) 서부 (북면 동부, 가평읍 북동부, 화악산)[5]
- 청평 지질도폭(1981) 중·동부 (상면, 조종면 남부, 청평면, 설악면 북부, 가평읍 남서부)[6]
- 가평 지질도폭(1974) 서부 (가평읍 남동부, 설악면 북동부)[7]
- 양수리 지질도폭(1981) 북동부 (설악면 남서부, 중미산, 유명산)
- 용두리 지질도폭(1974) 북서부 (설악면 남동부, 어비산, 봉미산)[8]

에 해당한다.

## 선캄브리아기
가평군은 경기 육괴의 중앙부에 위치해 대부분 선캄브리아기의 변성암으로 구성된다. 가평군의 변성암에서는 규선석과 남정석이 산출되어 중압상계에 해당하는 변성작용을 받은 것으로 추정된다.

### 경기변성암복합체 미그마타이트질흑운모편마암
미그마타이트질흑운모편마암은 가평군 북부 민둥산(1023 m)~명지산(1250 m)~화악산 지역에 분포하는 편마암으로 우흑대와 우백대가 교호하는 전형적인 호상 구조를 보인다.
지포리 지질도폭(2007)의 경기변성암복합체 편마암(Gyeonggi Metamorphic rocks Complex Geniss)은 국망봉(1167 m)과 석룡산(1155 m)을 중심으로 험준한 산악 지대를 형성하며 미그마타이트질 편마암이 특징적으로 발달하고 흑운모 편마암은 우흑대와 우백대가 수 센티미터 두께를 보인다.
기산 지질도폭(2007)의 경기변성암복합체 미그마타이트질흑운모편마암(Gyeonggi Metamorphic rocks Complex Migmatitic Biotite Gneiss)은 민둥산(1023 m)~명지산(1250 m)~화악산 지역에 분포하고 구조적으로는 흑운모 편마암/하부 호상 편마암 상부에 놓이며 양자의 관계는 점이적이다. 이 편마암은 석영 및 장석으로 구성된 두께 0.5~5 cm의 우백대와 흑운모로 구성된 두께 5 cm의 우흑대가 교호하는 호상 구조를 형성한다. 편마암 내부에는 많은 소규모 습곡 구조가 있고 명지산 남쪽 명지3봉 능선 상에서는 편마암 내에 규암과 석회규산염암이 협재된다. 편마암의 엽리는 3차례에 걸친 습곡 작용으로 매우 교란되어 있다.
춘천 지질도폭(1974)의 용두리편마암복합체 미그마타이트질흑운모편마암(Yongduri Metamorphic rocks Complex Migmatitic Biotite Gneiss)은 용두리편마암복합체 미그마타이트질자류석 편마암 상위에 있으며 호상흑운모편마암 하위에 놓인다. 주로 미그마타이트질 흑운모편마암으로 구성되고 안구상 편마암, 흑운모 편마암, 화강편마암, 박층의 석회암이 협재된다. 장석, 석영으로 구성된 우백대와 흑운모로 구성된 우흑대가 호상 구조를 형성한다.

### 하부 호상 편마암
경강 단층 북서부에는 화악산, 명지산, 연인산에서 가평군 북면과 가평읍, 청평면에 걸쳐 선캄브리아기의 편마암이 광범위하게 분포하며 지질도폭마다 다르게 명명되어 있으나 기본적으로는 동일한 종류의 호상 편마암이다.
기산 지질도폭(2007)의 경기변성암복합체 흑운모편마암(黑雲母片麻巖, Gyeonggi Metamorphic rocks Complex Biotite Gneiss)은 청평 지질도폭(1981)의 하부 호상 편마암과 동일한 암석으로 경기편마암복합체의 일부로서 근원암은 시생대 말기에 퇴적된 것으로 추정된다. 이 편마암은 석영 및 장석으로 구성된 두께 0.5~20 cm의 우백대와 흑운모로 구성된 두께 5 cm 의 우흑대가 뚜렷한 경계를 갖고 규칙적으로 배열되는 호상 구조가 잘 발달한다. 가평군 북면 백둔리 한터 마을에는 본 편마암 내에 결정질 석회암이 협재된다. 편마암의 엽리는 3차례 이상의 습곡 작용에 의해 매우 교란되어 있다.
청평 지질도폭(1981)의 하부 호상 편마암(缟狀片麻巖, Lower Banded Gneiss)은 흑운모 등 흑색 광물과 석영, 장석 등 백색 광물이 뚜렷한 호상구조(Banded structure)를 보이는 호상 편마암으로 경강 단층의 하반부에 해당한다. 하부 호상 편마암 내에는 박층의 규암과 석회암이 협재된다. 가평읍 하색리 지역에서는 호상 편마암 내에 폭 3 m 내외의 유백색 규암이 1매 발달하며 약 1 km 정도 연장된다. 가평읍 두밀리, 상색리, 청평면 상천리 지역에서는 호상 편마암 내에 박층의 석회암이 협재되며 이 석회암은 결정질 석회암이 대부분이고 곳에 따라 석회규산염암의 형태를 보인다.
춘천 지질도폭(1974)의 용두리편마암복합체 호상흑운모편마암(Yongduri Gneiss Complex Banded Biotite Gneiss, 龍頭里片麻巖複合體)은 주로 장석으로 구성된 우백질 부분과 흑운모로 구성된 우흑질 부분이 규칙적인 호상 구조를 형성하며 엽리가 잘 발달한다. 본 암석 내에는 박층의 규암과 석회암이 협재된다. 규암은 회백색 내지 유백색을 띠며 치밀하고 층리가 잘 발달하며 가평군 북면 이곡리 지역에서는 수 매의 규암이 호상흑운모편마암과 엇갈려 호층을 형성한다. 엽리의 주향과 경사는 이곡리 지역에서 북동 10~20° 및 남동 40~60°이다. 분포지 남동부에서 경강 단층에 의해 용문산편마암 및 편마암류 석회질 편암과 접한다.
가평군 북면 도대리~백둔리의 가평천 항아리계곡에는 계곡 바닥에 호상 흑운모 편마암의 암반이 드러나 있다. 이곳의 호상 흑운모 편마암은 우백질과 우흑질대가 호층을 형성하고 편리(片理)가 습곡을 받아 휘어져 있으며, 30×25 m 규모의 암반에 총 153개의 포트홀(pothole)이 발달한다. 호상 편마암의 편리는 하천을 횡단하는 방향으로 발달하며 전체 포트홀의 절반 정도가 동일한 방향으로 발달한다. 또한 연회색 편마암을 관입한 석영맥이 관찰되는데 석영맥 가운데에도 포트홀이 형성되어 있다.
가평군의 흑운모 호상 편마암
- 연인산 용추계곡
- 연인산
- 연인산 용추계곡
- 연인산
- 연인산
- 연인산 용추계곡

### 안구상 편마암
청평 지질도폭(1981)의 안구상 편마암(眼球狀片麻巖, Augen Gneiss)은 경강 단층 북서부에서 청평면 서부 은두산(686 m)~깃대봉(644 m)과 가평읍 두밀리 서부 대금산(705 m) 지역에, 경강 단층 남동부에서 설악면 신천리~선촌리 지역에 분포한다. 안구상 편마암은 흑운모 호상 편마암과 암상이 동일하나 내부에 장경 2~3 cm의 안구상 반상변정(斑狀變晶, porphyroblast)이 발달한다. 하부 호상 편마암과의 경계는 점이적이며 가평읍 두밀리 절골 계곡에서는 석회암에 의해 경계가 지워져 있고 대금산 북서쪽 지역에서는 안구상 편마암에 각섬석 암맥이 관입해 있다.

### 규암 및 편암류
청평 지질도폭(1981)의 규암 및 편암류는 편암과 규암으로 구성된 지층이며 청평면 상천리 남부, 청평리 동부, 삼회리, 대성리 동부, 호명리, 호명산(632 m), 설악면 회곡리, 화야산, 보납산(432 m) 지역에 분포한다. 이 지층은 편암 중에 연장성이 불량한 규암이 렌즈상으로 반복 협재되는데 1) 편암과 규암이 등사 습곡에 의해 반복 노출되거나 2) 편암층 내에 인편상 스러스트 단층(Imbricate thrust)이 발달하거나 3) 퇴적 당시부터 편암과 규암이 호층을 형성하였거나 셋 중에 하나인 것으로 추정된다. 편암은 석영견운모편암, 녹니석편암, 운모편암으로 구성된다. 규암은 설악면 선촌리 한갓골 서쪽과 회곡리 보납산 일대, 회곡리 회골 남쪽 지역에 두껍게 분포한다. 이 지층은 장락산 규암층과 동일 지층이며 용문산 호상편마암을 사이에 두고 향사 구조를 형성하는 것으로 추정된다.

### 상부 흑운모 호상 편마암
청평 지질도폭(1981)의 상부 흑운모 호상 편마암은 경강 단층 남동부에서 습곡에 의해 반복 분포한다. 우백질대(Leucosome)와 우흑질대(Melanosome)가 호상 구조를 형성하며 하부 호상 편마암과 별 차이는 없다. 대곡리 북쪽, 청평면 고성리 북부 능선, 설악면 사룡리 및 화야산 지역에서는 본 편마암 내에 석회암이 협재된다.

### 용문산 호상 편마암
용문산 호상 편마암은 가평읍 읍내리에서 설악면까지 분포하는 선캄브리아기 편마암으로 청평 지질도폭의 하부 호상 편마암, 용두리 지질도폭의 용두리층군 호상 편마암, 양수리 지질도폭의 호상흑운모편마암에 대비된다. 가평 지질도폭의 용문산 호상 편마암은 흑색과 백색 광물이 뚜렷한 호상구조(banded structure)를 보이는 호상 편마암으로 장락산 규암층에 의해 부정합으로 덮히고 설악면 위곡리 지역에서는 용문산 호상 편마암에 초염기성암인 사문암이 관입해 있다. 설악면 미사리 운담 지역에서는 편마암 내에 연장 1.5 km의 유백색 내지 황갈색 규암이 남-북 방향으로 1매 협재되며 이화리 가래골과 금대리 원댕이 지역에는 석회암이 협재된다.

### 각섬암
각섬암은 선캄브리아기 호상 편마암을 관입한 염기성 화성암으로 가평읍 두밀리 북서부, 호명호수 남쪽, 상면 율길리 솔안마을 지역에 소규모 분포한다. 석회암과 호층을 형성하거나 석회암과 관련 없이 호상 편마암과 조화적(Concordant)으로 산출된다. 각섬암은 선캄브리아기의 관입암으로 추정되며 호명호수 남쪽에서 우백질 화강암의 관입을 당했다.

### 우백질 화강암
우백질 화강암은 가평군 상면 율길리와 호명호수 부근에서 호상 편마암을 암맥 형태로 관입한 화강암이다. 본 암석의 관입 시기는 선캄브리아기 후기로 추정된다.

### 사문암
가평군 설악면 위곡리 지역에는 선캄브리아기 호상 편마암 가운데에 사문암이 관입해 있다. 암록색, 황록색, 담록색을 띠는 이 암석은 초염기성암의 사문암화 작용에 의해 형성된 것으로 추정되며, 용문산 호상 편마암 내에 대체로 층상(層狀)으로 관입해 있고 석면으로 구성된 망상(網狀)의 세맥이 발달한다. 사문암이 분포하는 지역에서는 풍화 토양과 식물 내에 니켈, 크로뮴 등 전이 금속과 마그네슘의 함량이 높게 나타난다. 정혜원 외(2016)에 의하면 석회질편암이 사문석화 작용을 받아 사문암대를 형성하였으며, 크리소타일(Chrysotile)이 섬유상으로 산출되는 것을 확인하였다.

## 중생대화성암

### 반상 화강암
반상 화강암(斑狀 花崗巖)은 가평군 북서부 서리산(832 m)~축령산(837 m), 상면 행현리, 향사리, 태봉리, 조종면 대보리, 마일리, 신하리, 신상리 지역에 분포하는 화강암이다. 선캄브리아기 하부 호상편마암을 관입하였고 주요 구성 광물은 석영, 사장석, 미사장석, 정장석, 흑운모, 각섬석이며 녹니석, 인회석, 스핀, 저어콘이 수반된다. 마일리 질매재 부근에서 채취한 시료에 대해 SHIRMP U-Pb 저어콘 연대측정을 실시한 결과 237±1 Ma (트라이아스기 중기)로 확인되었다.
조종암

### 함석류석 흑운모화강암
함석류석 흑운모화강암은 가평군 북서부 상면 봉수리, 조종면 신상리, 운악리, 운악산~원통산(566 m) 지역에 분포하는 대보 화강암이다. 괴상의 중/조립질 암석으로 2 mm 내외의 석류석을 특징적으로 포함한다.

### 암맥
가평 지역의 암맥류는 규장암, 반화강암 및 석영맥과 염기성 암맥으로 곳곳에서 선캄브리아기 편마암을 관입하였다. 가평읍 상색리 동측 산능선에서는 폭 3~5 m, 연장 200 m의 석영맥이 발달한다.

## 광산과 지하자원

### 소림대금광산
소림대금광산(小林大金鑛山)은 가평군 조종면 대보리 인계 마을의 선캄브리아기 하부 호상 편마암에 발달한 광산으로 10여 개의 갱도가 개설되었고 규모가 가장 큰 것은 가평갱과 태흥막갱이다. 가평갱은 북서 70° 방향으로 150~200 m 수평 굴착 후 상부로 200 m 수직 굴착한 갱도로 이곳에 금, 은이 포함된 폭 30 m의 석영맥이 북서 10° 주향에 수직으로 발달한다.

### 제일광산
제일광산(第一鑛山)은 가평군 상면 덕현리의 선캄브리아기 하부 호상 편마암에 발달한 광산으로 모암의 엽리는 주향 북서 10~15°, 경사 북동 40~55°이다.

## 단층

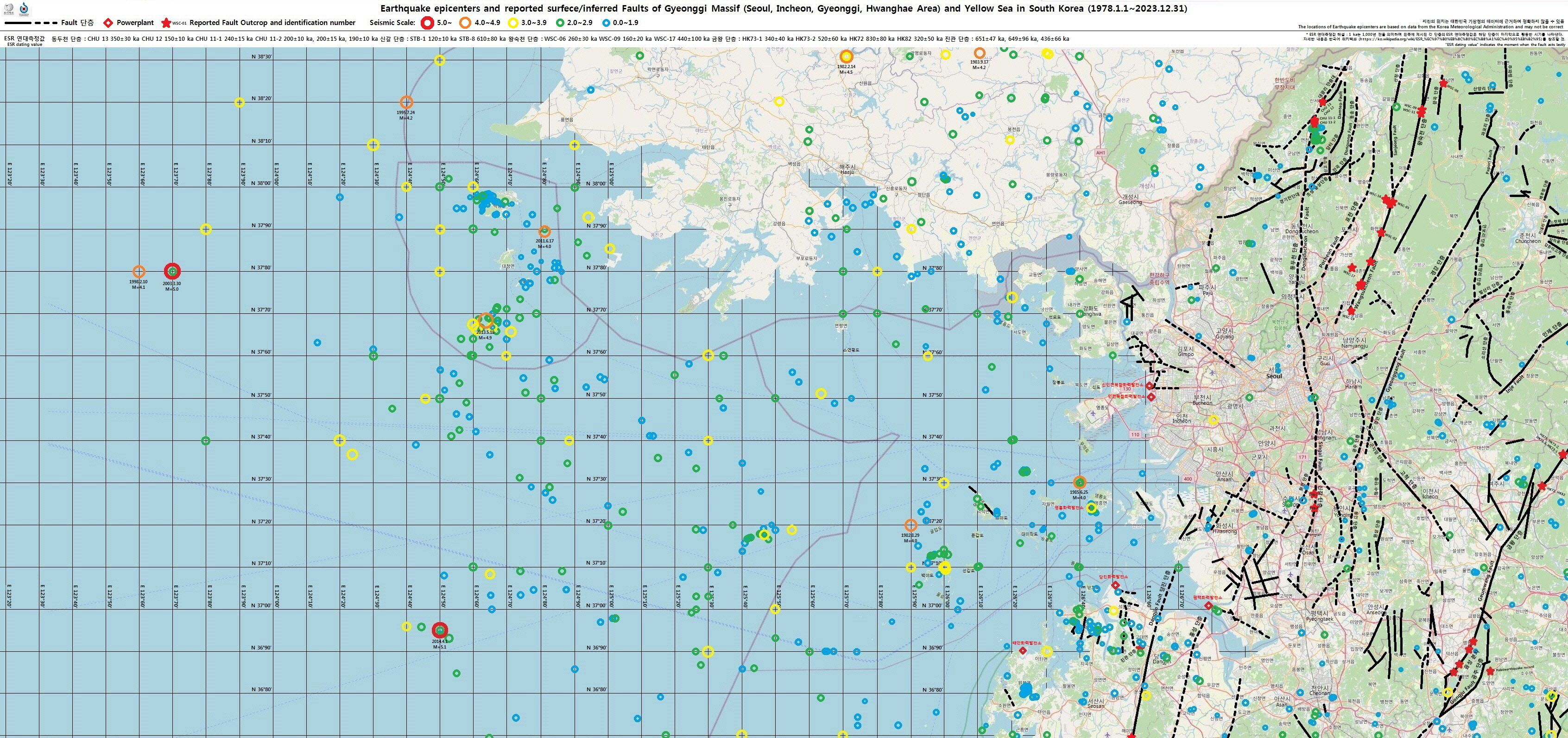
경강 단층과 왕숙천 단층

### 경강 단층
청평 지질도폭(1981)에서 경강 단층은 스러스트 단층으로 보고되었다. 이 지역에서 경강 단층은 경춘선 철도와 거의 일치하게 발달하며 이 단층을 경계로 북서쪽에 선캄브리아기 청평 변성암류 하부 호상 편마암이, 남동쪽에 규암 및 편암류와 흑운모 호상 편마암이 분포한다. 청평 변성암류 하부 호상 편마암은 경강 스러스트 단층 하반에 해당하므로 규암 및 편암류의 하부에 놓여 있다. 경강 스러스트 단층은 일종의 압쇄대의 성격을 가지며, 이 스러스트 단층대를 따라 압쇄암(Mylonite)이 발달하고 있는데 이들의 두께는 수~수십 미터에 이르며 이의 암상은 압쇄암 녹니석편암→안구상 편마암(augen gneiss)→흑운모 호상편마암으로 점이한다. 압쇄암의 엽리는 편마암류의 엽리 방향과 평행하다. 청평면 청평리 부근의 도로변에서는 경강 스러스트 단층이 습곡 형태의 계단상 구조를 보여주다가 청평면 하천리 경춘선 철도변에서는 다시 수평적인 양상을 보여준다. 특히 하천리 철도변 부근에서는 석회암층과 편마암류가 역단층에 의해 서로 반복되어 나타남으로서 인편상구조(Imbricate structure)를 보여준다. 경강 단층은 곳에 따라서 스러스트 단층과 연성 전단대(ductile shear zone)의 형태를 보여준다.

### 왕숙천 단층
왕숙천 단층은 가평군 북서부, 상면 봉수리 지역을 북북동-남남서 방향으로 통과한다.

## 같이 보기
- 한국의 지질
- 경기 지괴
- 경강 단층
- 가평군